# Рушково (Новодворський повіт)
Рушково (пол. Ruszkowo) — село в Польщі, у гміні Насельськ Новодворського повіту Мазовецького воєводства.
Населення — 53 особи (2011).
У 1975—1998 роках село належало до Цехановського воєводства.

## Демографія
Демографічна структура станом на 31 березня 2011 року:
|          | Загалом | Допрацездатний вік | Працездатний вік | Постпрацездатний вік |
| -------- | ------- | ------------------ | ---------------- | -------------------- |
| Чоловіки | 24      | 2                  | 18               | 4                    |
| Жінки    | 29      | 5                  | 16               | 8                    |
| Разом    | 53      | 7                  | 34               | 12                   |